# Rovnáčov
Rovnáčov je vesnice a katastrální území o rozloze 0,83 km², část obce Studenec v okrese Semily. Stavebně je spojen se Studencem, na jehož severní části se nachází. Prochází zde silnice II/293.

## Historie
První písemná zmínka o vesnici pochází z roku 1400.
Do roku 1990, kdy se jeho obyvatelé rozhodli pro připojení ke Studenci, byl Rovnáčov součástí Martinic v Krkonoších.

## Turistika
Ve vsi je vyznačena červená turistická trasa, která přichází z jihu z Levínské Olešnice k sokolovně ve středu Studence, dále pokračuje přes úbočí Strážníku na křižovatku Na Špici v severní části a přes Rovnáčov a vrchol Hůra (567 m) do Martinic.